# Двухполосый арасари
Двухполосый арасари (лат. Pteroglossus bitorquatus) — вид птиц рода арасари семейства тукановых. Выделяют три подвида. Распространены в Бразилии и Боливии.

## Описание
Двухполосый арасари достигает длины 36—40 см и массы от 112 до 171 г. У самцов номинативного подвида длина крыла составляет 11,7—12,8 см; длина хвоста варьирует от 12 до 14,1 см, а длина клюва — от 7,7 до 9,0 см. Самки, как правило, немного мельче, наиболее заметным отличием является значительно более короткий клюв, длина которого варьирует от 6,6 до 8,2 см. Клюв изогнутый и заострённый. У номинативного подвида надклювье от жёлтого до зеленовато-белого цвета с чёрно-белой полосой, проходящей по нижнему края и напоминающую по форму зубцы пилы. Подклювье белое у основания, остальная часть — чёрная; белая окраска заходит под углом в чёрную. У взрослых самцов лоб и макушка черноватые, а лицо, подбородок и горло тёмно-коричневые. Голая кожа вокруг глаза от голубого до зеленовато-серого цвета. Затылок и передняя часть спины ярко-красные, остальная часть спины — тёмно-зелёная. Надхвостье ярко-красное. Рулевые перья тёмно-зелёные с тёмными стержнями. Подбородок и горло тёмно-коричневые, окраска подбородка у некоторых особей переходит в чёрную. В нижней части горла проходит чёрная полоса, за которой следует бледно-жёлтая полоса; полосы отделяют горло от красной груди. Боковые стороны груди имеют оливково-зелёный цвет. Брюхо, подхвостье и нижние кроющие перья хвоста жёлтого цвета. У взрослых самок макушка коричневая, лицо и горло светлее, а жёлтая полоса над грудью более узкая, чем у самцов. Незрелые особи более тусклые и коричневые, красные части оперения взрослых особей у них оранжевые.
Подвид P. b. reichenowi похож на номинанта, но не имеет жёлтой полосы над грудью; и красная область на груди менее обширная. Подвид P. b. sturmii крупнее номинанта и имеет более широкую жёлтую полосу над красной грудью. "Зубы" на надклювье менее заметны, а подклювье имеет очень изменчивую окраску. Встречаются особи с полностью чёрным подклювьем, но у многих особей подклювье с оранжево-жёлтой полосы у его основания и желтоватым кончиком.
Вокализация очень разнообразна и включает в себя повторяющиеся ноты «tik» или «tek»; повторяющиеся ноты «ttak» или «tyat», одиночные ноты «ik» и «tweah». Позывка — похожие на рычание, болтливые крики «dcheeeaah».

## Места обитания
Двухполосый арасари обитает от низменностей до холмистой местности в различных типах лесов, в основном во влажных тропических лесах, но также в галерейных лесах в Серраду, густых зарослях бамбука и зрелых вторичных лесах. Встречается на высоте до 800 метров над уровнем моря.

## Биология
Двухполосый арасари ведёт оседлый образ жизни. Добывает пищу поодиночке, парами или небольшими группами. В основном плодоядный вид, но в состав рациона входят также насекомые, птенцы и птичьи яйца, мелкие позвоночные.
Биология размножения исследована недостаточно. Сезон размножения на большей части ареала длится с февраля по август, но в некоторых районах — с апреля по сентябрь, а в Боливии — с июля по декабрь. Гнездится в дуплах деревьев. В кладке 3—4 белых яйца. Продолжительность инкубационного периода составляет 16 дней. В течение первых нескольких недель родители кормят птенцов в основном насекомыми, а затем, когда они подрастут, — фруктами. Молодь полностью оперяется и покидает гнездо через 40—42 дня.

## Подвиды и распространение
Выделяют три подвида:
- Pteroglossus bitorquatus sturmii Natterer, 1843 — северо-центральная Бразилия, к югу от Амазонки между реками Мадейра и Тапажос, оттуда на юг до штата Рондония и восточной Боливии и на восток до реки Шингу
- Pteroglossus bitorquatus reichenowi Snethlage, 1907 — Бразилия, к югу от Амазонки между реками Тапажос и Токантинс и на юг до севера Мату-Гросу
- Pteroglossus bitorquatus bitorquatus Vigors, 1826 — северо-восточная Бразилия к югу от Амазонки от реки Токантинс на восток до атлантического побережья в штате Мараньян